# Polina Šmatko
Polina Sergeevna Šmatko (in russo Полина Сергеевна Шматко?; Mosca, 26 marzo 2003) è una ginnasta russa, campionessa individuale a palla e clavette agli Europei Junior 2016.

## Carriera

### Junior
Polina Šmatko inizia a gareggiare nel 2012 a Tartu, in Estonia alla Miss Valentine. In seguito, nel 2015, inizia a gareggiare in gare più prestigiose in Russia, vincendo molti ori.
Nel 2016, debutta nella sua prima gara internazionale da junior, il Junior Grand Prix di Mosca, dove vince l'oro alla palla e nella competizione a squadre con Alina Ermolova. Partecipa alla Coppa del Mondo di Lisbona, e vince la gara a squadre con Dar'ja Pridannikova; vince anche l'oro alla palla, l'argento al cerchio, arriva sesta alle clavette e ottava alla fune. Arriva seconda dietro a Alina Ermolova ai campionati nazionali russi del 2016. Al Grand Prix di Brno arriva seconda, e vince l'argento alla palla e il bronzo alle clavette. Alla Coppa del Mondo di Sofia vince l'oro nella gara a squadre, ma arriva sesta alla palla poiché la perde due volte. Viene selezionata per partecipare agli Europei Junior 2016, dove vince l'oro nella gara a squadre con Alina Ermolova e Marija Sergeeva, nella palla (17.100) e alle clavette (17.200), arrivando così a guadagnare il più alto punteggio rispetto al massimo di punti 20.000 per la categoria Junior.
Nel 2017 comincia a gareggiare al Grand Prix di Mosca, arrivando quarta nella gara All-Around. Al Torneo Internazionale di Lisbona arriva terza nell'All-Around, mentre al Grand Prix di Marbella vince la gara a squadre con Lala Kramarenko ma finisce quarta nell'all-Around. Gareggia anche all'Happy Caravan di Taškent, vincendo la gara a squadre e si qualifica alla palla arrivando seconda e alle clavette arrivando prima. A maggio partecipa alla Coppa del Mondo di Sofia dove arriva seconda, dietro a Lala Kramarenko.
Nel 2018 partecipa al Torneo Internazionale MTM di Lubiana, dove arriva terza nell'all-around dietro a Lala Kramarenko e Anna Štraško e seconda nelle finali a palla e cerchio sempre dietro a Kramarenko. Alla Junior World Cup di Guadalajara vince l'oro nella gara a team e al cerchio e il bronzo alle clavette. Al Grand Prix di Holon vince tre ori nella gara a team, al cerchio e alle clavette. Gareggia agli Europei di Guadalajara vincendo l'oro nella gara a team (con Lala Kramarenko, Anastasiia Sergeeva, Dar'ja Trubnikova e la squadra senior) e al cerchio.
Šmatko ha annunciato un ritiro dalle pedane internazionali per un periodo a causa di un infortunio alla schiena.

## Musiche
| Anno | Attrezzo           | Titolo brano                                                                                              |
| ---- | ------------------ | --- |
| 2016 | Cerchio            | ? |
| 2016 | Palla              | Tocala América, Amado mio, España Cani eseguite da Cantores De Hispaliz, Cinema Serenade Ensemble         |
| 2016 | Clavette           | Kalinka                                                                                                   |
| 2016 | Fune               | Single Ladies (Put a Ring on It) di Beyoncé                                                               |
| 2017 | Cerchio            | Andromeda di Q-Factory                                                                                    |
| 2017 | Palla (prima)      | Seven Nation Army dei White Stripes                                                                       |
| 2017 | Palla (seconda)    | Monsieur l'Amour di Dalida                                                                                |
| 2017 | Palla (terza)      | Earth Song di Michael Jackson                                                                             |
| 2017 | Clavette (prime)   | Remains of the Day di Danny Elfman                                                                        |
| 2017 | Clavette (seconde) | I Am the Best di 2NE1                                                                                     |
| 2017 | Nastro (primo)     | Fantasia sul tema di Ryabinin, Op. 48, per piano e orchestra eseguita da Russian State Symphony Orchestra |
| 2017 | Nastro (secondo)   | Hava Nagila eseguita da London Festival Orchestra & Chorus                                                |

## Palmarès

### Campionati europei juniores
| Anno | Città       | Risultato | Specialità |
| ---- | ----------- | --------- | ---------- |
| 2016 | Holon       | Oro       | Palla      |
| 2016 | Holon       | Oro       | Clavette   |
| 2016 | Holon       | Oro       | Team       |
| 2018 | Guadalajara | Oro       | Cerchio    |
| 2018 | Guadalajara | Oro       | Team       |